# Wellington Phoenix FC
Wellington Phoenix FC är en proffsklubb i fotboll från Wellington i Nya Zeeland. Klubben spelar i den australiensiska och nyzeeländska proffsligan A-League sedan 2007. Den ersatte den tidigare nyzeeländska klubben New Zealand Knights FC. Det är den enda klubben från Nya Zeeland i A-League och är i dagsläget Nya Zeelands enda professionella fotbollsklubb.